# 長崎市立西北小学校
長崎市立西北小学校（ながさきしりつ にしきたしょうがっこう、Nagasaki City Nishikita Elementary School）は、長崎県長崎市西北町にある公立小学校。略称は「西北小」（にしきたしょう）。

## 概要
長崎市北部の人口増加に伴い、1960年（昭和35年）に開校した。2010年（平成22年）に創立50周年を迎えた。
- 伝説

長らく、不登校生徒・児童が０人であることが地域住民の間で有名であったが、2016年以降は、不登校生徒・児童が現れたためか、その話は、徐々に聞かなくなっていった。

校区
西北町、若竹町、柳谷町、中園町（1番～8番を除く）、赤迫1丁目、赤迫2丁目、赤迫3丁目、岩屋町（41番、779番地～793番地、795番地～800番地、802番地を除く）、錦1丁目（12番17号～28号、13番～15番、16番1号～13号、17番18号～22号）、音無町（1番～11番、12番1号～26号、12番50号～51号、12番54号、13番、14番3号～21号、14番23号、14番46号、15番1号～4号、19番18号～27号を除く）
中学校は、長崎市立岩屋中学校校区

## 沿革
- 1960年（昭和35年）4月1日-長崎市立西浦上小学校と長崎市立西町小学校の二部授業解消のために長崎市西北町57番地に「長崎市立西北小学校」（現校名）が新設開校。
  - 長崎市立の小学校としては35番目の開校で、18教室，児童数811名（開校時）
- 1970年（昭和45年）3月22日 - 創立10周年記念式典を挙行。
- 1972年（昭和47年）6月30日 - 体育館が完成。
- 1974年（昭和49年）7月31日 - プールが完成
- 1990年（平成3年）2月23日 - 創立30周年記念式典を挙行。
- 1991年（平成4年）2月3日 - 住所表示の変更により、「長崎市西北町13番1号」となる。
- 2002年（平成15年）3月26日 - 給食室・ふれあいセンターが完成。
- 2003年（平成16年）9月1日 - 同窓会が発足。
- 2009年（平成21年）11月21日 - 創立50周年記念式典を挙行。
- 2010年（平成22年）4月1日 - 特別支援学級を開設。
- 2011年（平成23年）10月25日 - 体育館耐震工事が完了。

## アクセス
最寄りのバス停
- 長崎自動車（長崎バス）「西北小学校前」下車後、徒歩すぐ。

## 周辺
- 長崎市西北・岩屋ふれあいセンター
- 長崎市立岩屋中学校
- 長崎県立長崎工業高等学校

## 著名な出身者
- アステカ - 覆面レスラー[2]
- 池田浩 - フラメンコギタリスト　作曲家
- 井上俊輔（バレーボール選手・JTサンダーズ）
- 坂上洋子（元女子柔道選手） - バルセロナ五輪銅メダリスト
- さだまさし（シンガーソングライター）
- 原田貴和子 - 女優
- 原田知世 - 歌手・女優
- 松原孝明- 法律学者、大東文化大学法学部教授

## 関連事項
- 長崎県小学校一覧